# Loozensche Linie

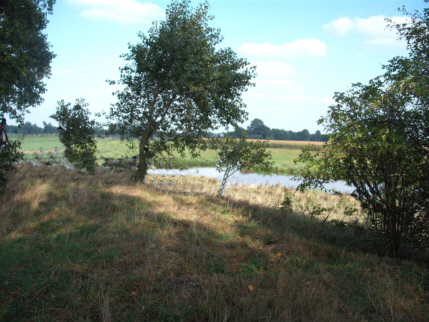
De Loozensche Linie

De Loozensche Linie was een verdedigingswerk uit de tijd van Napoleon, bedoeld om de Bataafse Republiek te beschermen.

## Geschiedenis en ligging
De linie ligt tussen de steden Hardenberg en Gramsbergen, voornamelijk in het winterbed van de Overijsselse Vecht, bij de buurtschap Loozen, waar de linie zijn naam aan dankt. De aanleg van de Loozensche Linie begon in 1799 en in 1801 was die klaar voor gebruik. De linie vormde één geheel met de Venebruggerschans en Fort de Haandrik, dat werd gebouwd als bescherming van de oostgrens. Het geheel was bedoeld als versterking van de bestaande Linie van de Eems. 
Van de Loozensche linie zijn nog enkele herkenbare delen overgebleven, zoals een gedeelte van een bastion, waterstructuren bij een niet bewaard gebleven redoute en een overblijfsel van een voormalige meander. In 1971 werden verschillende onderdelen van het verdedigingswerk opgenomen als rijksmonument.

## Recreatie
Staatsbosbeheer is eigenaar van het terrein en voert het beheer uit. Het waterschap Velt en Vecht heeft de rivier de Vecht aangepast aan het fort, en in de directe omgeving van de Loozensche Linie werd in 2007 de landhoeve Zwieseborg geopend. Deze verbouwde, monumentale boerderij is omgebouwd tot een vakantie- en recreatieboerderij waar personen met een handicap gedurende het hele jaar op vakantie kunnen. Op de bijbehorende camping en hotelkamers kunnen familieleden verblijven. Ook werden er voet- en fietspaden aangelegd. In de jaren erna werden dankzij een samenwerking tussen provincie Overijssel, gemeente Hardenberg en Staatsbosbeheer een uitkijktoren en kunstwerk geplaatst. Bij het bastion bevindt zich een pontje.